# Jules d'Aoust
Pour les articles homonymes, voir d'Aoust.
Jules Edmond Joseph, marquis d'Aoust, né le 16 mars 1817 à Arras et décédé le 21 janvier 1886 à Paris 8e, est un compositeur et homme politique français.

## Biographie
Maire de Cuincy de 1856 à 1885, conseiller général du Nord pour le canton d'Arleux, on lui doit des chansons et des compositions pour piano, violon et voix ainsi que des opéras-comiques et des opérettes.

## Œuvres
- Que je l'aime ma fiancée !, musique et paroles, 1844
- Les viseaux de la vallée, O. Bornemann, Paris
- Souvenir d'une fête religieuse, violon et piano, orgue ou harmonium, Mustel, Père et Fils, Paris
- Le sentier des églantines, A. Durand et Fils, Paris
- Le myosotis, mélodie pour violoncelle et piano, Costallat, Paris
- Une partie de dominos, opéra-comique, avec Jules Blerzy, Paris, 1863
- L'amour voleur, opéra-comique, avec Henri de Lapommeraye, Paris, 1865, Douai, 1876
- La femme de Miramar, opéra-comique, avec Saint-Léon, Théâtre de l’Athénée, Paris, 1874
- La chasse aux rivaux, opérette, avec Francis Tourte, Salon Herz, Paris, 1876

## Distinction
- Chevalier de l'ordre de Saint-Grégoire-le-Grand le 12 juin 1858[2].
- Chevalier de la Légion d'honneur par décret du 14 août 1865[2].